# Ad Astra (film)
Ad Astra är en amerikansk science fiction-äventyrsfilm från 2019, regisserad, producerad och medförfattad av James Gray. Brad Pitt spelar huvudrollen som en astronaut som ger sig ut i rymden på jakt efter sin försvunna far, vars experiment hotar hela solsystemet.
Ad Astra tillkännagavs i början av 2016, då Gray sa att han ville skapa "den mest realistiska skildringen av rymdresor som har gjorts på film". Pitt gick med i filmprojektet i april 2017 och birollerna tillsattes senare samma år. Filminspelningen började i Los Angeles samma augusti och varade till oktober. Filmens berättelse har jämförts med romanen Mörkrets hjärta och filmen Apocalypse.
Ad Astra producerades av 20th Century Fox och hade sin världspremiär på filmfestivalen i Venedig den 29 augusti 2019 och hade biopremiär i Sverige och USA den 20 september 2019. Filmen fick positiva recensioner av recensenter som berömde Pitts skådespel.

## Rollista
- Brad Pitt – Roy McBride
- Tommy Lee Jones – H. Clifford McBride
- Ruth Negga – Helen Lantos
- Liv Tyler – Eve
- Donald Sutherland – Överste Pruitt
- John Ortiz – Generallöjtnant Rivas
- Greg Bryk – Chip Garnes
- Loren Dean – Donald Stanford
- John Finn – Brigadgeneral Stroud
- Kimberly Elise – Lorraine Deavers
- Sean Blakemore – Willie Levant
- Bobby Nish – Franklin Yoshida
- LisaGay Hamilton – Generaladjutant Amelia Vogel
- Donnie Keshawarz – Kapten Lawrence Tanner